# MAMI KAWADA FIRST LIVE TOUR“SEED”LIVE&LIFE vol.1
『 MAMI KAWADA FIRST LIVE TOUR“SEED”LIVE&LIFE vol.1』（マミ カワダ ファースト ライブ ツアー シド　ライブ&ライフ ボリュームワン）は、2007年4月4日にリリースされた川田まみ初のライブDVD。発売元はジェネオン・エンタテインメント。

## 概要
2006年5月20日に横浜BLITZにて行われたMAMI KAWADA 2006 LIVE TOURの映像の他、川田自身のドキュメンタリー映像やインタビューも収録されている。
初回封入特典はミニブックレット付き。

## 収録曲
Disc-1
1. IMMOAL
2. radiance
3. 明日への涙
4. アーティスト　川田まみの誕生－
5. I pray to stop my cry - little sea style-
6. 昼下がりの午後
7. undelete
8. 忘れられない大切な日-I've in BUDOKAN
9. 悲しみの森
10. Not Fill
11. roots
12. 緋色の空
13. 川田まみ×北海道－

Disc-2
1. eclipse
2. you give…
3. 川田まみ×横浜BLITZ－
4. another planet 〜twilight〜
5. seed
6. CARPE DIEM
7. 川田まみ×I'veの仲間達－
8. precious